# 武昌道
武昌道，清朝湖北省设置的道。
明朝分守武昌道，驻武昌府，1662年裁撤。1645年设分巡武昌道，驻兴国州或黄州府，1667年裁撤。1669年设立设分守武昌道，驻武昌府，管理武昌府、黄州府、汉阳府。1726年为布政使司参议衔。1728年驻黄州府，改称武汉黄道。湖广驿传盐法道，1688年，只管湖北驿传事务。1779年，分巡武昌府事务，为分守武昌盐法道，1911年裁撤盐法事务。